# Dysstroma nigricans
Dysstroma nigricans là một loài bướm đêm trong họ Geometridae.